# Mount Smith
Mount Smith är ett berg i Antarktis. Det ligger i Östantarktis. Nya Zeeland gör anspråk på området. Toppen på Mount Smith är 1 437 meter över havet, eller 165 meter över den omgivande terrängen. Bredden vid basen är 2,6 km.
Terrängen runt Mount Smith är kuperad åt sydväst, men åt nordost är den bergig. Trakten är obefolkad. Det finns inga samhällen i närheten.